# جون د. فيري
جون د. فيري (بالإنجليزية: John D. Ferry)‏ هو كيميائي ومهندس أمريكي، ولد في 4 مايو 1912، وتوفي في 18 أكتوبر 2002.